# Circondario di Pinneberg
Il circondario di Pinneberg (in tedesco Kreis Pinneberg) è uno dei circondari del Land tedesco dello Schleswig-Holstein.

## Geografia antropica

### Suddivisioni amministrative
(Tra parentesi i dati della popolazione al 31 dicembre 2021)
Comuni e città non appartenenti a comunità amministrative
1. Barmstedt, città (10 542)
2. Bönningstedt (4 553)
3. Elmshorn, Große kreisangehörige Stadt (50 141)
4. Halstenbek (17 961)
5. Hasloh (3 775)
6. Helgoland (1 284)
7. Pinneberg, città (43 603)
8. Quickborn, città (22 015)
9. Rellingen (14 437)
10. Schenefeld, città (19 402)
11. Tornesch, città (14 118)
12. Uetersen, città (18 476)
13. Wedel, città (34 151)

Comunità amministrative (* = Sede amministrativa)
- 1. Amt Elmshorn-Land
[Sede: Elmshorn]

1. Klein Nordende (3 421)
2. Klein Offenseth-Sparrieshoop (3 122)
3. Kölln-Reisiek (3 423)
4. Raa-Besenbek (525)
5. Seester (1 016)
6. Seestermühe (899)
7. Seeth-Ekholt (906)

- 2. Amt Hörnerkirchen
[Sede: Barmstedt]

1. Bokel (595)
2. Brande-Hörnerkirchen (1 664)
3. Osterhorn (413)
4. Westerhorn (1 324)

- 3. Amt Geest und Marsch Südholstein
[Sede: Heist]

1. Appen (4 861)
2. Groß Nordende (799)
3. Haselau (1 091)
4. Haseldorf (1 829)
5. Heidgraben (2 717)
6. Heist (2 852)
7. Hetlingen (1 416)
8. Holm (3 327)
9. Moorrege (4 499)
10. Neuendeich (497)

- 4. Amt Pinnau

1. Borstel-Hohenraden (2 458)
2. Ellerbek (4 289)
3. Kummerfeld (2 377)
4. Prisdorf (2 275)
5. Tangstedt (2 293)

- 5. Amt Rantzau
[Sede: Barmstedt]

1. Bevern (592)
2. Bilsen (831)
3. Bokholt-Hanredder (1 327)
4. Bullenkuhlen (387)
5. Ellerhoop (1 539)
6. Groß Offenseth-Aspern (462)
7. Heede (786)
8. Hemdingen (1 680)
9. Langeln (591)
10. Lutzhorn (785)